# کارکس اسپسیفیکا
کارکس اسپسیفیکا (نام علمی: Carex specifica) نام یک گونه از سرده جگن است.